# 修养
《修养》一书由日本农学家、教育家新渡户稻造（1862-1933）于明治末年所作。主要内容为面向青年谈道德和个人修养常识，旨在帮助青年建立个人人格的修身标准，“为迷茫者指明方向，为气馁者增添力量，为哭泣者擦去眼泪”和“抚慰不满者的心”。

## 參见
- 背景
- 正義論